# Eau Galle (Contea di Dunn, Wisconsin)
Eau Galle è un comune degli Stati Uniti, situato in Wisconsin, nella Contea di Dunn.